# Enrico Toselli
Enrico Toselli, född 13 mars 1883, död 15 januari 1926, var en italiensk pianist och tonsättare. Toselli väckte sensation genom sitt äktenskap med ex-kronprinsessan Luise av Sachsen. 
Tosellis mest kända musikstycke är hans komposition för violin och piano, Serenata Op. 6 No. 1, som är kärlekshyllning till Luise.  Den nämns i refrängen till sången Nu tändas åter ljusen i min lilla stad: "Från hotellet hörs en trio i Tosellis serenad".